# Большесырский сельсовет
Большесырский сельсовет — муниципальное образование (сельское поселение) в Балахтинском районе Красноярского края. Административный центр — село Большие Сыры.

## География
Большесырский сельсовет находится в северной части Балахтинского района.
Удалённость административного центра сельсовета — села Большие Сыры от районного центра — посёлка Балахта составляет 22 км.

## История
Большесырский сельсовет наделён статусом сельского поселения в 2005 году.

## Население
| 2010 | 2012 | 2013 | 2014 | 2015 | 2016 | 2017 |
| ---- | ---- | ---- | ---- | ---- | ---- | ---- |
| 727  | ↘719 | ↗722 | ↘720 | ↗722 | ↘721 | ↘720 |
| 2018 | 2019 | 2020 | 2021 |      |      |      |
| →720 | ↘715 | ↘714 | ↘696 |      |      |      |

Гендерный состав
По данным Всероссийской переписи населения 2010 года 345 мужчин и 382 женщинs из 727 чел.

## Состав сельского поселения
В состав сельского поселения входят 3 населённых пункта:
| № | Населённый пункт | Тип населённого пункта       | Население |
| - | ---------------- | ---------------------------- | --------- |
| 1 | Большие Сыры     | село, административный центр | ↘657      |
| 2 | Виленка          | деревня                      | ↘32       |
| 3 | Малые Сыры       | деревня                      | ↘38       |